# Ruin My Life (Zara Larsson)
Ruin My Life è un singolo della cantante svedese Zara Larsson, pubblicato il 18 ottobre 2018 come primo estratto dal terzo album in studio Poster Girl.
Il brano è stato scritto dalla stessa cantante in collaborazione con Brittany Amaradio, Michael Pollack, Jackson Foote, Jamie Sanderson (in arte Sermstyle), Jordan Johnson e Stefan Johnson e prodotto da questi ultimi due, meglio conosciuti come The Monsters and the Strangerz.

## Accoglienza
Natasha Azarmi di Aftonbladet ha definito il brano un mix delle due anime dell'album precedente della Larsson So Good per via dei versi lenti abbinati ad un ritornello dal ritmo sostenuto.

## Tracce
Download digitale
1. Ruin My Life – 3:10

## Classifiche

### Classifiche settimanali
| Classifica (2018-19) | Posizione massima |
| -------------------- | ----------------- |
| Australia            | 32                |
| Austria              | 51                |
| Belgio (Fiandre)     | 41                |
| Belgio (Vallonia)    | 50                |
| Canada               | 68                |
| Croazia              | 44                |
| Danimarca            | 21                |
| Estonia              | 40                |
| Finlandia            | 20                |
| Germania             | 62                |
| Grecia               | 34                |
| Irlanda              | 5                 |
| Lituania             | 23                |
| Norvegia             | 14                |
| Nuova Zelanda        | 28                |
| Paesi Bassi          | 60                |
| Portogallo           | 45                |
| Regno Unito          | 9                 |
| Repubblica Ceca      | 53                |
| Romania              | 80                |
| Slovacchia           | 34                |
| Stati Uniti          | 76                |
| Svezia               | 2                 |
| Svizzera             | 71                |

### Classifiche di fine anno
| Classifica (2019) | Posizione |
| ----------------- | --------- |
| Svezia            | 77        |